# Montes di Giapeto
Segue una lista dei montes presenti sulla superficie di Giapeto. La nomenclatura di Giapeto è regolata dall'Unione Astronomica Internazionale; la lista contiene solo formazioni esogeologiche ufficialmente riconosciute da tale istituzione.
I montes di Giapeto portano i nomi di personaggi e luoghi legati alla Chanson de Roland, opera della letteratura medievale francese.

## Prospetto
| Mons              | Eponimo | Latitudine | Longitudine | Diametro |
| ----------------- | --- | ---------- | ----------- | -------- |
| Carcassone Montes | Carcassonne - Città della Francia meridionale saccheggiata da Orlando.                                                | 0° N       | 216,7° W    | 740 km   |
| Cordova Mons      | Cordova - Città dell'Andalusia conquistata da Carlo Magno.                                                            | 0° N       | 206,2° W    | 85 km    |
| Gayne Mons        | Gayne - Città spagnola le cui mura furono abbattute da Orlando.                                                       | 0° N       | 176° W      | 65 km    |
| Haltile Mons      | Haltile - Località spagnola presso cui Marsilio uccide Basan e Basile.                                                | 0° N       | 190,4° W    | 45 km    |
| Seville Mons      | Siviglia - Città spagnola da cui proviene Margaris.                                                                   | 0° N       | 346,3° W    | 69 km    |
| Sorence Mons      | Sorence - Località del castello di Pinabel.                                                                           | 0° N       | 193,7° W    | 46 km    |
| Toledo Montes     | Toledo - Città della Castiglia, nota per i fabbri, dove è stata prodotta la corazza del cavaliere saraceno Malquiant. | 0° N       | 136° W      | 1100 km  |
| Tortelosa Montes  | Tortelosa - Città spagnola governata dal Conte Turgis.                                                                | 0° N       | 64,7° W     | 294 km   |
| Valterne Mons     | Valterne - Città spagnola da cui proviene Escremiz.                                                                   | 0° N       | 170,6° W    | 50 km    |